# Joseph Geyser
Gerhard Joseph Anton Maria Geyser, född 16 mars 1869, död 11 april 1948, var en tysk katolsk filosof.
Geyser blev 1924 professor i München. Han har utgett arbeten i psykologiska, logisk-kunskapsteoretiska, metafysiska och religionsfilosofiska samt filosofiska ämnen.